# Königliche Veterinär- und Landwirtschaftsuniversität

Logo der Universität

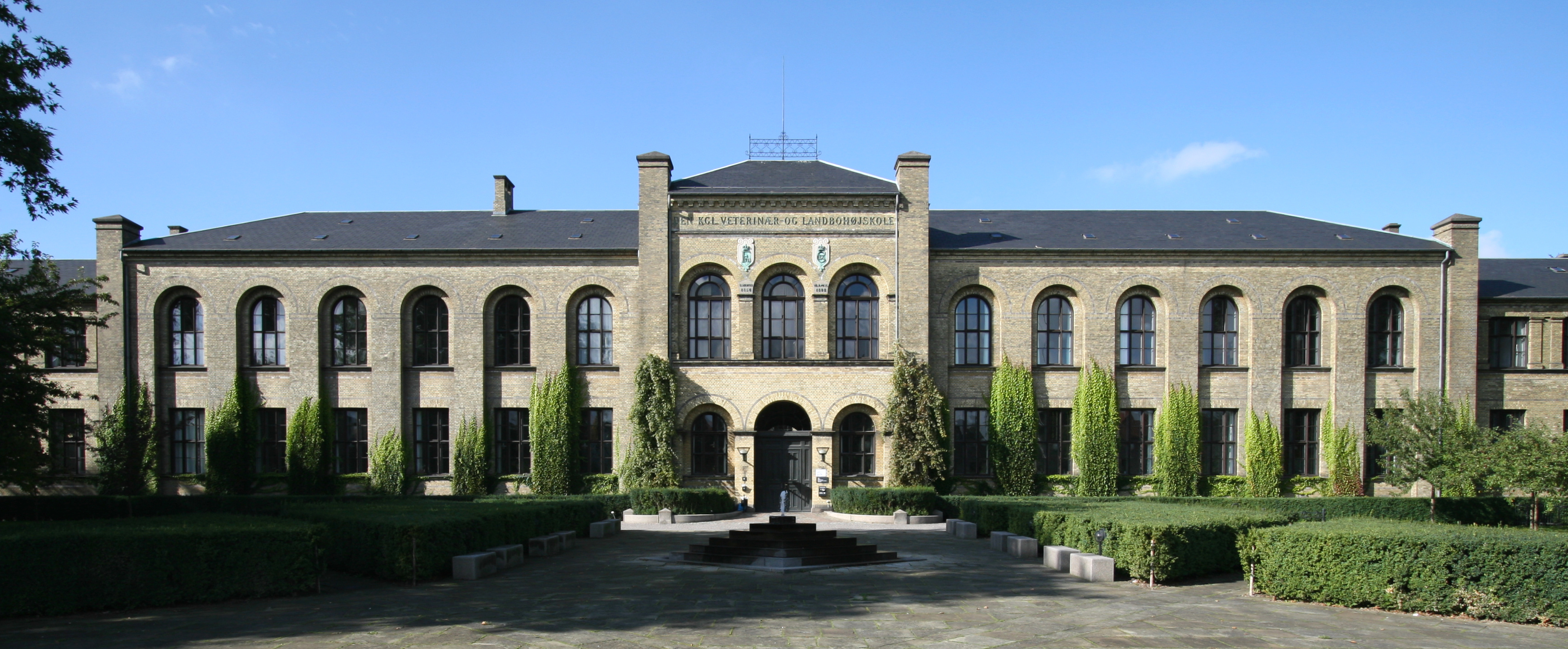
Gebäude der Kongelige Veterinær- og Landbohøjskole (KVL)

Die Königliche Veterinär- und Landwirtschaftsuniversität (dänisch: Kongelige Veterinær- og Landbohøjskole), kurz KVL, war eine staatliche veterinärmedizinische- und agrarwissenschaftliche Universität in Dänemark. Die KVL ging auf eine Landwirtschaftsschule von 1773 zurück, war 1856 als Universität gegründet worden und hatte ihren Sitz in Frederiksberg bei Kopenhagen. Letzter Vorsitzender der KVL war Erik Bonnerup.
Zum 1. Januar 2007 wurde die ehemalige Hochschule in die Universität Kopenhagen eingegliedert. Bis 2011 bestand sie weiter als Umweltwissenschaftliche Fakultät (Abk. LIFE). Die Fakultät wurde zum 1. Januar 2012 mit der Naturwissenschaftlichen Fakultät zur Natur- und Umweltwissenschaftlichen Fakultät fusioniert, wobei die veterinärmedizinischen Abteilungen in die Medizinische Fakultät eingegliedert wurden.
Die Universität (und die darauffolgende Umweltwissenschaftliche Fakultät) führte Abteilungen zu Ernährung und Umwelt, Ökotrophologie, Agrarwissenschaften, Naturwissenschaften, Ernährungswissenschaften, Veterinärmedizinische Pathobiologie, Kleintierkunde, Pflanzenbiologie, Großtierkunde, Grundlegende Tier- und Veterinärmedizin, Ökologie sowie Forstwirtschaft und Landschaftsplanung.